# Euphorbia complexa
Euphorbia complexa ist eine Pflanzenart aus der Gattung Wolfsmilch (Euphorbia) in der Familie der Wolfsmilchgewächse (Euphorbiaceae).

## Beschreibung
Die sukkulente Euphorbia complexa bildet Sträucher bis 40 Zentimeter Höhe aus. Diese verzweigen sich mit dicht stehenden vierkantigen Trieben aus der Basis heraus. Die bis 1 Zentimeter dicken Triebe sind an den Kanten mit buchtigen Zähnen versehen. Die verlängerten Dornschildchen stehen einzeln. Es werden Dornen bis 5 Millimeter und Nebenblattdornen bis 2,5 Millimeter Länge ausgebildet.
Der Blütenstand besteht aus einzelnen und einfachen Cymen oder aus vier nahezu sitzenden Cyathien, die seitlich stehen. Die Cyathien erreichen etwa 5 Millimeter im Durchmesser. Die länglichen Nektardrüsen sind trübgelb gefärbt und haben einen winzigen Abstand zueinander. Der Fruchtknoten ist nahezu sitzend. Über die Früchte und den Samen ist nichts bekannt.

## Verbreitung und Systematik
Euphorbia complexa ist in der südafrikanischen Provinz Mpumalanga auf Lichtungen in Waldflächen verbreitet.
Die Erstbeschreibung der Art erfolgte 1937 durch Robert Allen Dyer.